# Бугро-Ключі
Бу́гро-Ключі́ (рос. Бугро-Ключи, ерз. Бугро-Ключи) — село у складі Старошайговського району Мордовії, Росія. Входить до складу Новоакшинського сільського поселення.
Населення — 18 осіб (2010; 30 у 2002).
Національний склад (станом на 2002 рік):
- росіяни — 97 %